# Conseil d'Irlande
Le Conseil d'Irlande (anglais : Council of Ireland, irlandais : Comhairle na hÉireann) est un office gouvernemental nord-irlandais actif de 1973 à 1974. À la suite des Northern Ireland Constitutional Proposals de mars 1973, tentative de règlement politique du conflit nord-irlandais, est mis en place un conseil réunissant une assemblée de 60 membres élus par le Dáil Éireann et l'Assemblée d'Irlande du Nord ainsi qu'un conseil des ministres de 14 membres. Suspendu le 22 mai 1974 à la suite d'une grève loyaliste, il est aboli le 28.